# هارون باتون
هارون باتون (بالإنجليزية: Aaron Patton)‏ هو لاعب كرة قدم بريطاني، ولد في 27 فبراير 1979 في لندن في المملكة المتحدة. لعب مع نادي هايز وويكمب وندررز.